# Orliac
Orliac (okzitanisch Orlhac) ist ein Ort und eine aus wenigen Einzelgehöften bestehende französische Gemeinde mit 45 Einwohnern (Stand: 1. Januar 2022) im Südosten des südfranzösischen Départements Dordogne in der Region Nouvelle-Aquitaine.

## Lage
Der Ort Orliac liegt knapp 33 km (Fahrtstrecke) südwestlich der Stadt Sarlat-la-Canéda bzw. ca. 71 km südöstlich von Périgueux in einer Höhe von ca. 250 m ü. d. M. Das Klima ist gemäßigt und wird gleichermaßen vom Atlantik wie von den Bergen des Zentralmassivs beeinflusst.

## Bevölkerungsentwicklung
| Jahr      | 1800 | 1851 | 1901 | 1954 | 1999 | 2014 |
| Einwohner | 316  | 374  | 213  | 111  | 51   | 61   |

Der kontinuierliche Bevölkerungsrückgang seit der zweiten Hälfte des 19. Jahrhunderts ist im Wesentlichen auf die Reblauskrise im Weinbau und die zunehmende Mechanisierung der Landwirtschaft sowie den jeweils damit einhergehenden Verlust an Arbeitsplätzen zurückzuführen.

## Wirtschaft
Die Bewohner der Gemeinde lebten jahrhundertelang als Selbstversorger von den Erträgen ihrer Felder und Gärten; daneben wurden auch Viehzucht, ein wenig Weinbau und die Anpflanzung von Esskastanien betrieben. Im Ort selbst siedelten Handwerker, Kleinhändler und Dienstleister. Seit den 1960er Jahren werden einige der leerstehenden Häuser als Ferienwohnungen (gîtes) genutzt.

## Geschichte
Ob der Ort während des Hundertjährigen Krieges (1337–1453) oder in der Zeit der Hugenottenkriege (1562–1598) in Mitleidenschaft gezogen wurde, ist unklar. Die Wehrkirche lässt jedoch auf eine Gefahrensituation schließen.

## Sehenswürdigkeiten
- Der Dorfplatz und die angrenzenden Gassen mit ihren alten Häusern sind außergewöhnlich sehenswert.
- Der Ursprung der Pfarrkirche Saint-Matthieu reicht mindestens bis ins 12. Jahrhundert zurück. Den Kern des Bauwerks bildet ein ehemaliger Wachturm (tour de guet) mit außergewöhnlich dicken Mauern aus nur wenig behauenen Bruchsteinen; in diesen wurde die flach schließende Apsis mit drei schießschartenartigen Fenstern integriert. Im 13. Jahrhundert wurde das hohe, aber nahezu fensterlose Kirchenschiff angebaut. Die schmucklose Fassade erhielt im 17. Jahrhundert ein Portal im Stil der Renaissance bzw. des Frühbarock. Der ungewöhnliche Kirchenbau wurde im Jahr 1951 in die Liste der Monuments historiques aufgenommen.[3]
- Ganz in der Nähe befindet sich ein Taubenhaus (pigeonnier).
- Eine mittelalterlich anmutende, auf Holzstützen ruhende Markt- und Versammlungshalle (halle) steht am Ortsrand; sie wurde erst im Jahr 1990 erbaut.
- Unmittelbar daneben befindet sich ein Brunnen mit einer neuzeitlichen Skulptur (La Vie) des italienischen Bildhauers Giovanni Carosi.